# Beausemblant
Beausemblant là một xã thuộc tỉnh Drôme trong vùng Auvergne-Rhône-Alpes đông nam nước Pháp. Xã Beausemblant nằm ở khu vực có độ cao từ 134-367 mét trên mực nước biển.